# Liste der Kulturdenkmäler in Geisfeld
In der Liste der Kulturdenkmäler in Geisfeld sind alle Kulturdenkmäler der rheinland-pfälzischen Ortsgemeinde Geisfeld aufgeführt. Grundlage ist die Denkmalliste des Landes Rheinland-Pfalz (Stand: 8. Februar 2023).

## Einzeldenkmäler
| Bezeichnung                                         | Lage                                                         | Baujahr | Beschreibung | Bild |
| --------------------------------------------------- | ------------------------------------------------------------ | ------- | --- | ---- |
| Katholische Pfarrkirche St. Maria Rosenkranzkönigin | Kirchstraße 26 Lage                                          | 1753/54 | mittelalterlicher Chorflankenturm, barocker Saalbau, 1753/54, Vorentwurf durch Balthasar Neumann, Bauausführung durch Lorenz Pauli | BW   |
| Katholisches Pfarrhaus                              | Kirchstraße 30 Lage                                          | 1927    | Walmdachbau, 1927 | BW   |
| Dorfkreuz                                           | Kirchstraße, Ecke Hermeskeiler Straße Lage                   | 1953    | Dorfkreuz, 1953 von Bildhauer Kirchhof, Damflos                                                                                    | BW   |
| Eisenbahnbrücke                                     | nördlich des Ortes über dem Bacheinschnitt des Rasbachs Lage | um 1900 | vierbogiges Viadukt der Hunsrückquerbahn, um 1900, Wiederaufbau 1950                                                               | BW   |
| Unglückskreuz                                       | nordöstlich des Ortes an der Simonsmühle Lage                | 1757    | Schaftkreuz, bezeichnet 1757 | BW   |
| Rote Kapelle                                        | südlich des Ortes an der K 98 Lage                           | um 1890 | Wegekapelle, roter Ziegelbau, um 1890                                                                                              | BW   |